# Konsulat Generalny Rzeczypospolitej Polskiej w Monachium

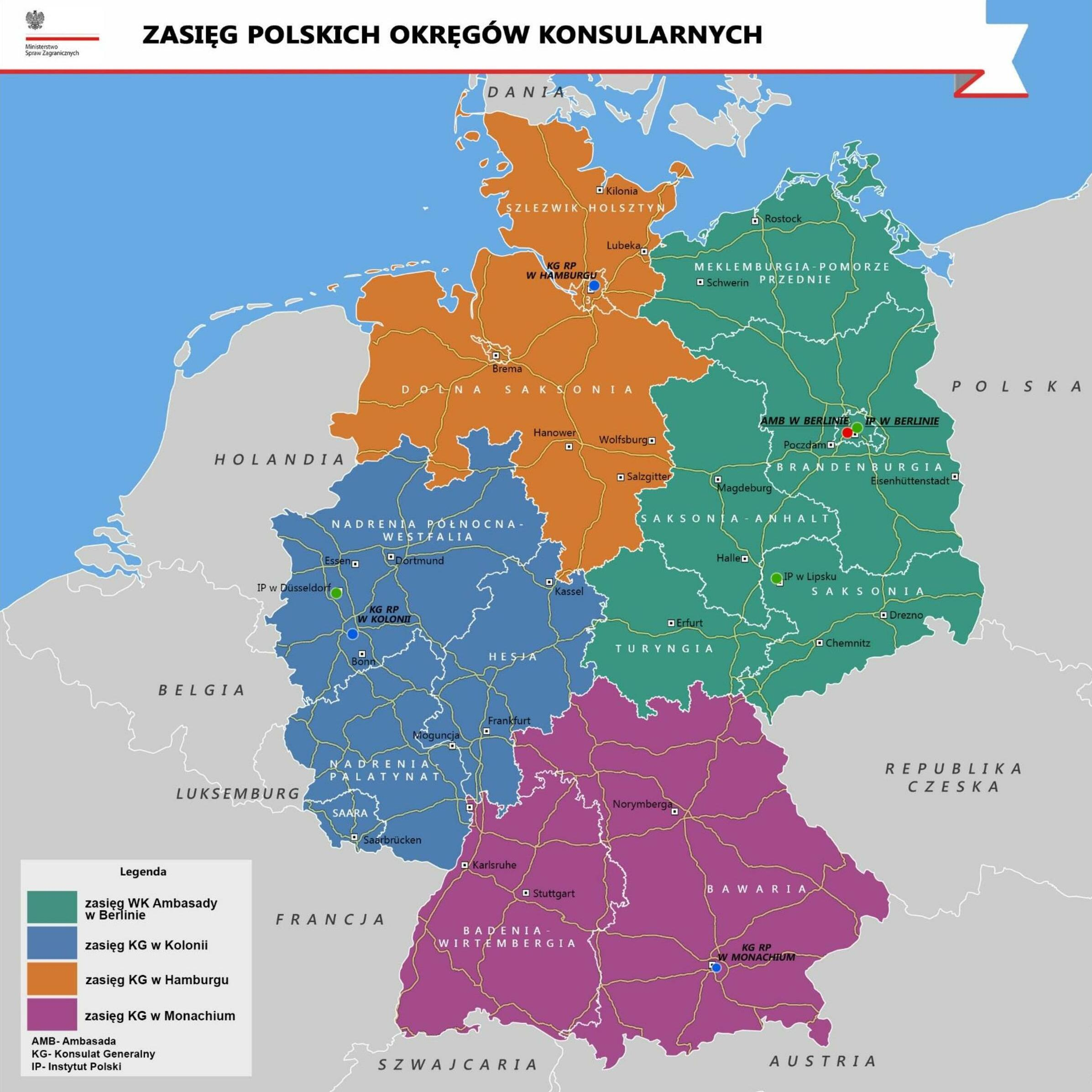
Okręg konsularny Konsulatu Generalnego RP w Monachium (kolor fioletowy).

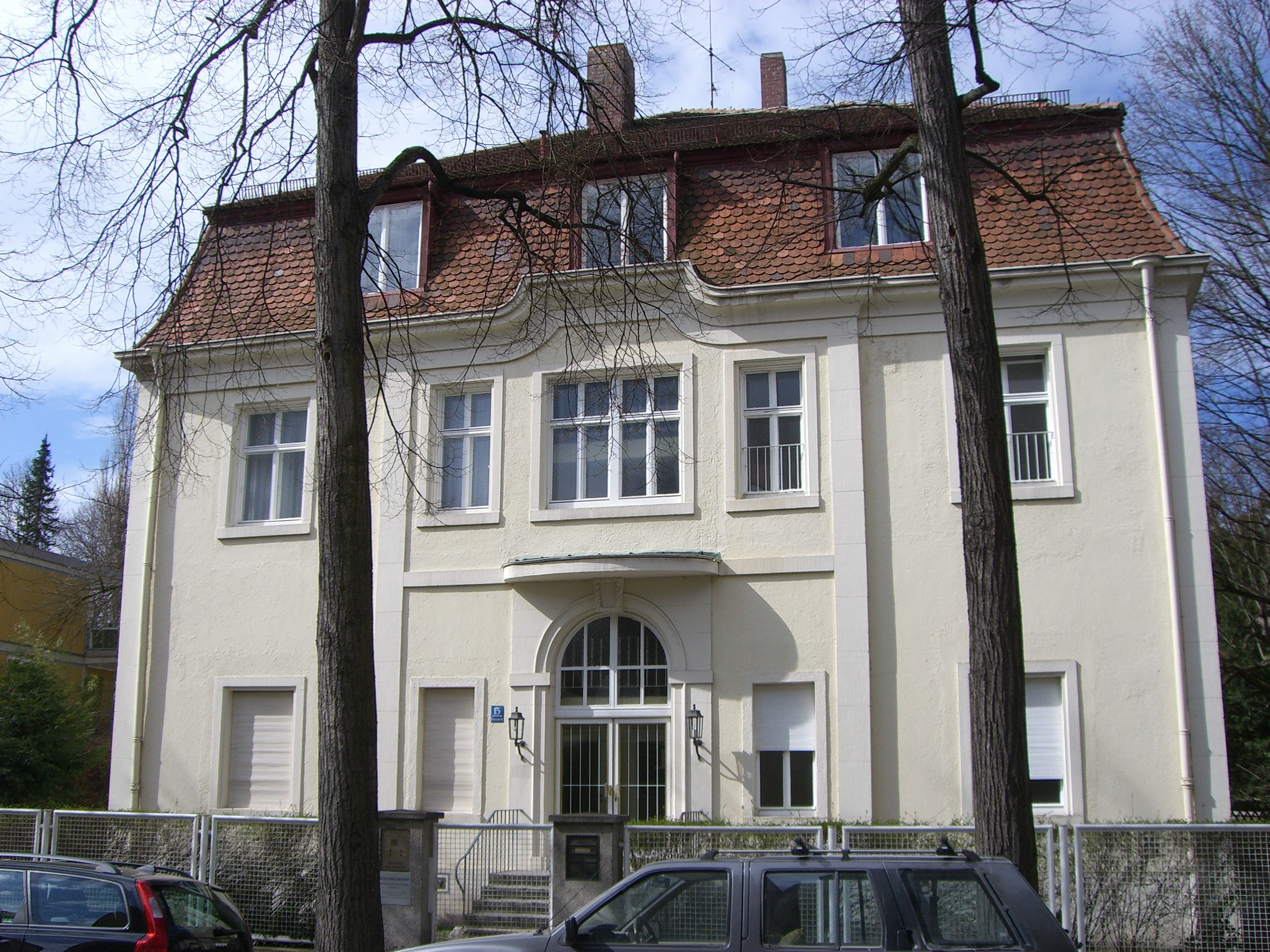
Była siedziba Konsulatu Generalnego RP w Monachium przy Pienzenauerstraße 15 (1931–1939)

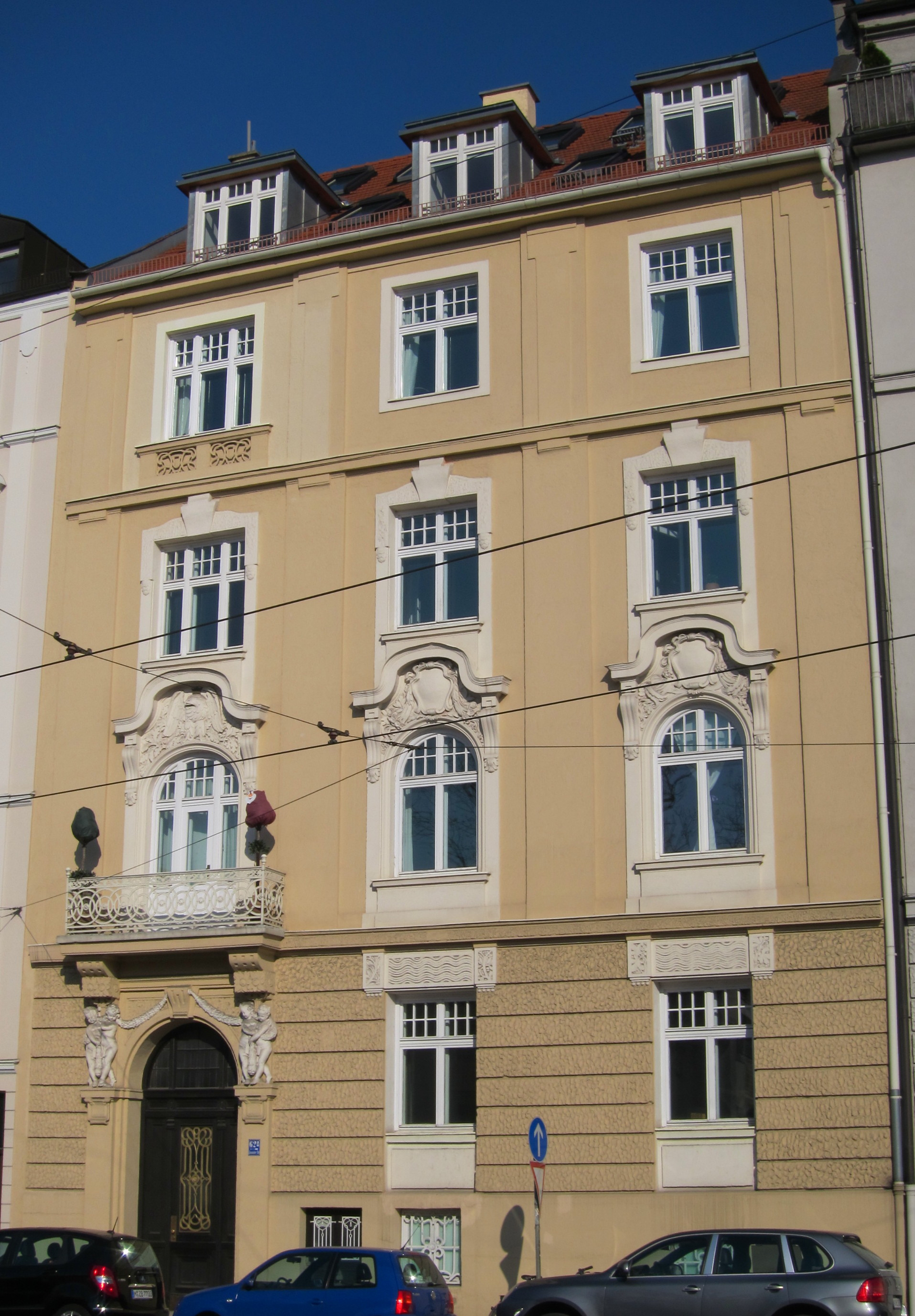
Była siedziba Konsulatu Generalnego RP w Monachium przy Ismaningerstrasse 62a (2003–2004)

Konsulat Generalny Rzeczypospolitej Polskiej w Monachium (niem. Generalkonsulat der Republik Polen in München) – polska placówka konsularna w Monachium.
Okręg konsularny obejmuje obecnie Bawarię i Badenię-Wirtembergię.

## Historia
W okresie od 27 lipca 1920 do 1 września 1939 placówka działała w randze konsulatu generalnego.
Kompetencja terytorialna:
- 1920–1921: kraje związkowe Bawaria (Bayern), Wirtembergia (Württemberg), Badenia (Baden), Hesja-Darmstadt (Hessen-Darmstadt);
- 1926–1929: kraje związkowe Bawaria z wyjątkiem Palatynatu Reńskiego (Bayrische Pfalz), Wirtembergia i enklawa pruska Hohenzollern oraz Badenia;
- 1936: Bawaria bez Palatynatu Reńskiego, Wirtembergia, Badenia i enklawa pruska Hohenzollern-Sigmaringen;
- 1938–1939: Bawaria bez Palatynatu Reńskiego, Wirtembergia, Badenia, enklawa pruska Hohenzollern-Sigmaringen oraz terytoria sudeckie wcielone do powiatu Ratyzbona (Landkreis Regensburg)

Ponownie swoją placówkę w tym mieście – konsulat władze polskie utworzyły w ramach Polskiej Misji Wojskowej w Niemczech w 1948, konsulat generalny w 1994.

### Kierownictwo
- 1920–1922 – Ludwik Włodek, kons.
- 1921 – Zygmunt Stefański, radca, tyt. kons. gen., p.o. kierownik
- 1922–1927 – Leszek (Tarnawa-) Malczewski, kons. gen.
- 1926 – Stefan Janusz Bratkowski, kons., p.o. kier.
- 1927–1931 – Aleksander Wacław Ładoś, kons. gen., tyt. poseł nadzwyczajny i minister pełnomocny
- 1931 – Zygmunt August Miszke, kons.
- 1931–1937 – Adam Lisiewicz, kons. gen.
- 1937–1939 – Konstanty Jeleński, kons. gen.
- 1939 – Mieczysław Grabiński, kons. gen.[9][2]

- 1948 – Kazimierz Krukowski, kons.
- 1993–1998 – Andrzej Kaczorowski
- 1998–2002 – Jolanta Róża Kozłowska
- 2002–2006 – Wacław Oleksy
- 2007–2012 – Elżbieta Sobótka
- 2012–2015 – Justyna Lewańska
- 2015–2020 – Andrzej Osiak
- 2020 – Marcin Król (p.o.)
- 2020–2023 – Jan M. Malkiewicz
- od 2024 – Rafał Wolski

## Siedziba
Jego siedziba mieściła się kolejno – przy Franz-Josef Strasse 16 (1920–1921), Von der Tanner Straße 26 (1921–1927), w budynku z 1910 przy Kufsteinerplatz 2 (1927–1931), w willi z pocz. XX w. przy Pienzenauerstraße 15 (1931–1939), którą zajmował przez wiele lat po II w. św. Wolny Uniwersytet Ukraiński.
Współcześnie konsulat pomieszczono kolejno – w neobarokowej kamienicy z około 1900 przy Ismaningerstraße 62a (2003–2004), następnie w willi z 1911 przy Röntgenstraße 5 (od 2005), którą wcześniej zajmował Dom Parafii Katolickiej obrządku słowiańskiego.